# Поверхнева гравітація
Гравітація на поверхні (g, м/сек2) зорі, чи планети вказує на локальне значення там гравітаційного прискорення.

## Фізичний зміст
Оскільки гравітаційне прискорення пропорційне силі гравітаційної взаємодії (див. Перший закон Ньютона), яка в свою чергу обернено пропорційна квадрату відстані між взаємодіючими об'єктами, то на поверхні зорі радіуса R* воно буде:
{\displaystyle g={\frac {GM_{\star }}{R_{\star }^{2}}},}
де M* — маса зорі, а G — стала гравітаційної взаємодії. З даної формули добре видно, що гравітація на поверхні зорі також залежить від її маси й не залежить від маси об'єкта, який до неї притягується.

## Поверхнева гравітація чорної діри
У теорії відносності ньютонівське поняття прискорення перестає бути чітко означеним. Для чорної діри поверхневу гравітацію можна означити як прискорення, що має пробне тіло на поверхні об'єкта, оскільки на горизонті подій прискорення прямує до нескінченності. Зазвичай використовується поняття місцевого власного прискорення (прямує до нескінченності поблизу горизонту подій), помноженого на коефіцієнт, пов'язаний з гравітаційним уповільненням часу (прямує до нуля поблизу горизонту подій).
При розгляді поверхневої гравітації чорної діри слід означити поняття, аналогічне поняттю ньютонівської поверхневої гравітації. Гравітація на поверхні чорної діри в загальному випадку означається погано. Можна означити поверхневу гравітацію для чорної діри, горизонт подій якої є горизонтом Кіллінга.
Для випадку статичного горизонту Кіллінга поверхнева гравітація {\displaystyle \kappa } є прискоренням, необхідним для утримання об'єкта на горизонті подій. Якщо {\displaystyle k^{a}} є нормованим вектором Кіллінга, то поверхнева гравітація визначається як
{\displaystyle k^{a}\,\nabla _{a}k^{b}=\kappa k^{b},}
рівняння записується для горизонту. Для статичного і асимптотично плоского простору-часу нормалізацію слід вибирати так, щоб {\displaystyle k^{a}k_{a}\rightarrow -1} при {\displaystyle r\rightarrow \infty }, а також {\displaystyle \kappa \geq 0}. Для розв'язку Шварцшильда ми приймаємо таке {\displaystyle k^{a}}, що {\displaystyle k^{a}\partial _{a}={\frac {\partial }{\partial t}}}, для розв'язку Керра — Ньюмена ми приймаємо {\displaystyle k^{a}\partial _{a}={\frac {\partial }{\partial t}}+\Omega {\frac {\partial }{\partial \varphi }}}, де {\displaystyle \Omega } показує кутову швидкість.

## Застосування

### Моделювання зоряних атмосфер
По суті своїй верхні шари зорі є гарячою плазмою, густина якої спадає з віддаленням від центу зорі, тому не можна провести якоїсь чіткої границі між зорею й навколозоряним простором. Здебільшого поверхню зорі умовно вважають на рівні її фотосфери, звідки до нас доходить основна частина її випромінювання (в оптичному діапазоні).
Величина гравітації на поверхні зорі має важливе значення для моделювання структури та еволюції зоряної атмосфери та зорі в цілому, оскільки вона дає основний вклад в значення тиску плазми на рівні фотосфери.
Беручи до уваги, що маси зір мають значення від кількох десятих до кількох десятків мас Сонця, то в залежності від радіуса зорі гравітація на її поверхні може становити від кількох тисяч до кількох десятків (інколи сотень) тисяч м/сек2. Тому для зручності запису замість значення гравітаційного прискорення використовують значення його десяткового логарифму: lg g, який вимірюється в дексах. Наприклад, для зір Головної Послідовності lg g варіюється від 3.5 до 4.9.